# Sinclair QL
Il Sinclair QL è un computer di fascia personal, prodotto dalla Sinclair Research tra il 1984 e il 1986. 
Presentato al pubblico nel febbraio 1984, rappresentò il modello di punta della società, era dotato del nuovissimo Motorola 68008 a 7,5MHz, un processore a 16 bit con bus esterno a 8 bit. La sigla QL sta per quantum leap (che in inglese sta a significare sia "salto quantico", sia metaforicamente "balzo tecnologico"). Il QL vinse il premio britannico "microcomputer dell'anno" ai British Microcomputer Awards 1985, ma fu un insuccesso commerciale.

## Storia
Presentandolo con un prezzo di sole 399 sterline nel gennaio del 1984, in anticipo sul completamento del sistema operativo per contrastare il lancio dell'Apple Macintosh, la Sinclair Research aveva puntato a entrare nel mercato professionale (computer per ufficio di fascia bassa), ma ebbe un cattivo riscontro di mercato, proprio a causa dei numerosi bug che affliggevano il sistema operativo QDOS e per la scarsa affidabilità dell'hardware, in particolare degli ZX Microdrive scelti come memoria di massa.
Nel 1984 furono consegnate meno di 45.000 unità di QL, cifra deludente per la Sinclair; l'insolita politica di vendita per corrispondenza, con tempi di consegna effettivi di 2-3 mesi contro i 28 giorni pubblicizzati, non aiutò.
Si contava di vendere 200.000 unità nel solo 1985, invece a metà anno le vendite totali accumulate fin dal lancio erano di sole 60.000 unità. Allora nel settembre 1985 la Sinclair prese la drastica decisione di dimezzare il prezzo nel Regno Unito a 199£, puntando sulle vendite del periodo natalizio. A questo prezzo il QL si fece più interessante anche per il mercato degli home computer e si poteva presentare come un passaggio di categoria per i possessori di ZX Spectrum (il precedente successo, molto economico, della Sinclair).
Il successo del Macintosh, l'avanzata degli IBM PC XT, l'arrivo sul mercato dei nuovi home computer a 16 bit quali Atari ST e Amiga, fecero definitivamente naufragare il progetto.
A fine 1985 si vociferò di un progetto di successore del QL, chiamato Enigma, in grado di competere con Amiga e ST, ma rimase solo una congettura.
Clive Sinclair, oberato da debiti e impegnato nel contemporaneo lancio di un televisore a schermo piatto e del futuristico triciclo C5, venne costretto a vendere la divisione computer della sua Sinclair Research nell'aprile 1986 ad Amstrad, che abbandonò subito la produzione del QL in favore del ben più affermato e ancora vendibile ZX Spectrum.
D&D System verso la fine degli anni 1990 produsse versioni basate sulle CPU Motorola 68040 e 68060 chiamate rispettivamente Q40 e Q60, mentre Qview produsse Minerva, un sistema operativo alternativo che corregge alcuni difetti del Sinclair QDOS.

## Caratteristiche
Il Sinclair QL aveva molte caratteristiche originali, come ad esempio il sistema operativo Sinclair QDOS, che è multitasking preemptive, accanto al nuovo linguaggio di programmazione SuperBASIC, sebbene il primo non ancora perfettamente sviluppato e con un hardware decisamente spartano; il QL infatti è dotato di una tastiera a membrana, che incorpora anche il computer vero e proprio, al posto della tastiera meccanica separata dal corpo macchina solitamente fornita dalla concorrenza professionale. Inoltre come memoria di massa adotta due ZX Microdrive a nastro con una capacità di soli 100 kByte, nell'epoca in cui tutti i concorrenti si stavano orientando verso i più capienti e veloci floppy disk (Apple già verso quelli da 3,5 pollici). 
La progettazione e l'utilizzo di queste periferiche, nell'ottica del risparmio sui costi, causarono però una scarsa affidabilità del sistema. Solamente più tardi venne commercializzata da terze parti una scheda di espansione con una porta parallela Centronics e una porta per floppy disk, che permise di collegare al QL delle periferiche più standard, come il lettore di floppy da 3,5" Micro Peripheral.
Involucro e tastiera del QL vennero progettati da Rick Dickinson, autore del design di tutti i computer della Sinclair. Le versioni Plus e 128k dello ZX Spectrum, uscite successivamente, riutilizzarono lo stesso stile del QL.

## Dati tecnici

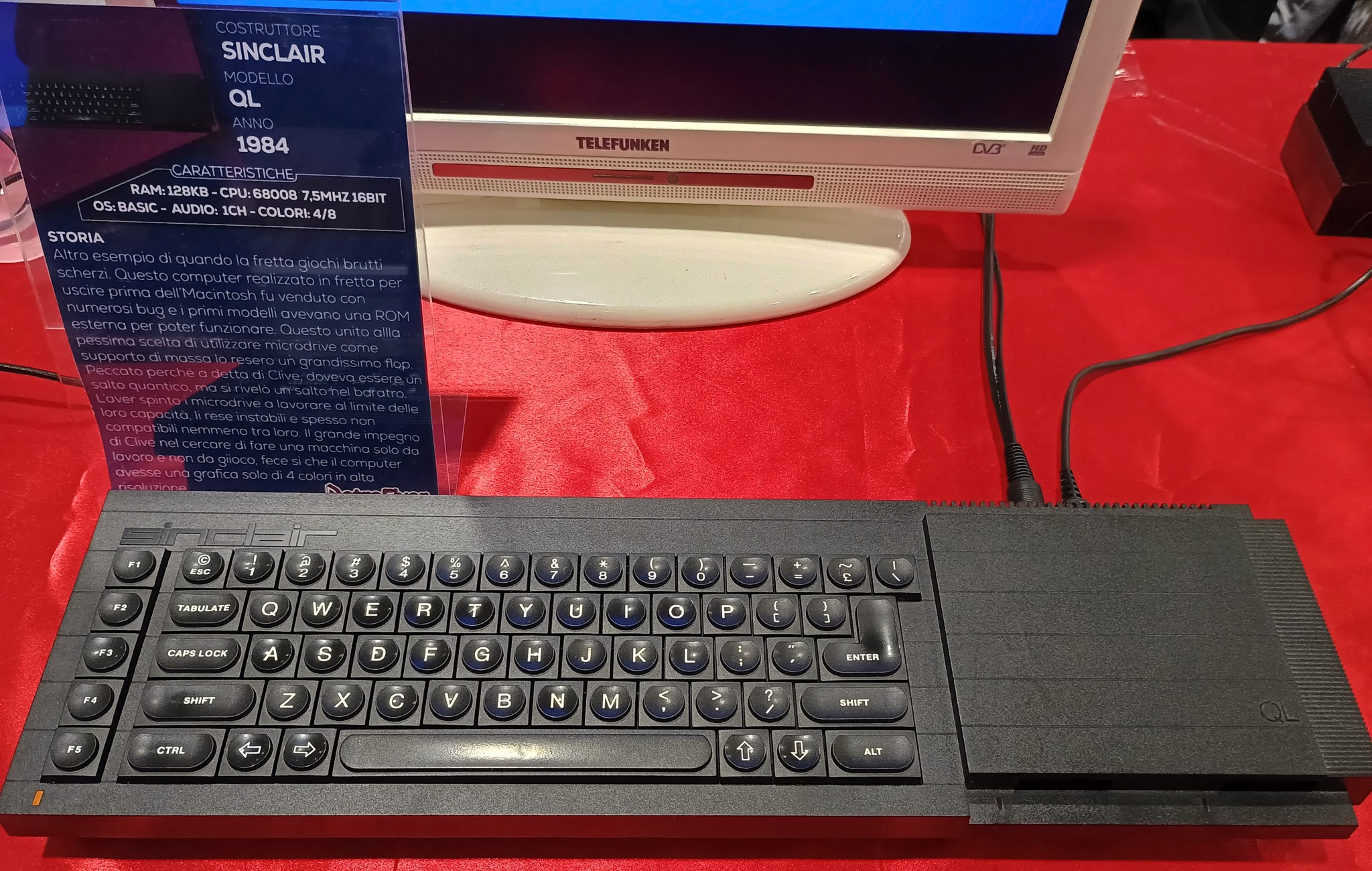
Sinclair QL con le caratteristiche elencate a fianco

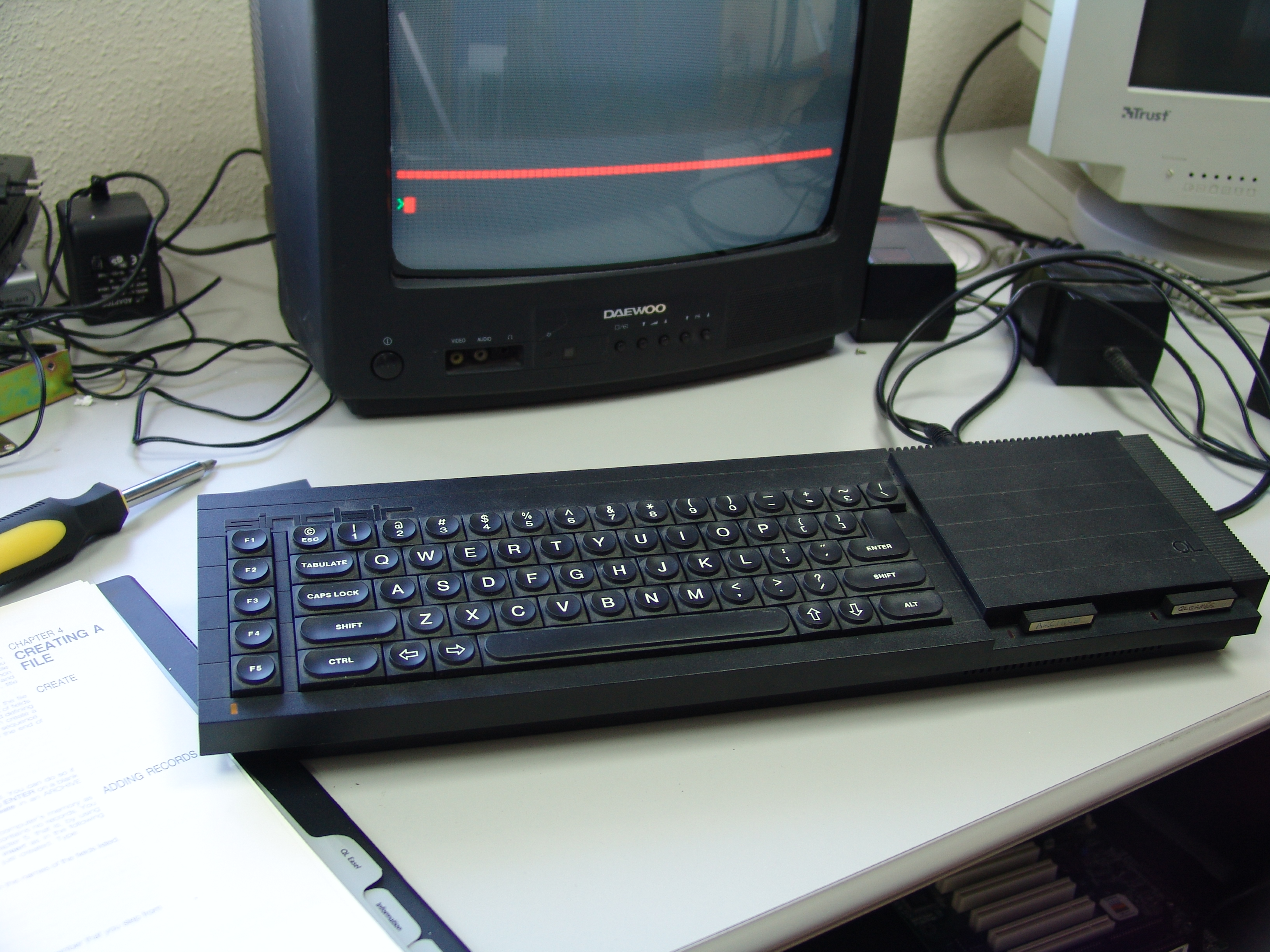
Un QL acceso

- CPU: Microprocessore Motorola 68008 con architettura interna a 32 bit e bus dati a 8 bit, capace di indirizzare sul QL 1 MB di memoria (bus indirizzi a 20 bit), con velocità di clock a 7,5 MHz
- Chip ausiliari:
  - Intel 8049, un microcontroller a 8 bit usato per gestire il suono, la scansione della tastiera e le due seriali RS232 in trasmissione.
  - ALU
- RAM: 128 KiB, espandibili a 640, di cui 32 KiB riservati alla memoria video.
- ROM: 48 KiB, espandibile con cartucce esterne.
- Modalità grafiche: 512x256 a 4 colori (bianco, nero, rosso, verde), 256x256 a 8 colori (bianco, nero, rosso, verde, giallo, blu, ciano, magenta) fissi e lampeggianti. I colori sono definibili singolarmente per ogni punto e il sistema operativo è capace di miscelare i colori disponibili (dithering) colorando differentemente pixel contigui per simulare più sfumature.
- Modalità testo: assente, il testo è visualizzato sempre in modalità grafica. In modalità 512x256 sono visualizzabili al massimo 25 righe da 85 caratteri. In modalità 256x256 sono visualizzabili al massimo 25 righe di 42 caratteri.
- Suono: 1 canale monofonico su altoparlantino interno (gestito dal processore ausiliario Intel).
- Tastiera: 65 tasti a membrana. Stranamente non ci sono tasti dedicati alla cancellazione; per eliminare caratteri si devono premere insieme Control e il tasto cursore destra o sinistra[1]. Venne prodotta anche una versione del QL con tastiera italiana[7].
- Porte seriali: 2 tipo RS232 con connettori fuori standard di tipo RJ-11. Le seriali possono essere utilizzate anche come porte joystick. Il baud rate delle porte può essere impostato da 75 a 9600 baud.
- LAN: due porte con connettori di tipo Jack con possibilità di comunicare con altri 63 computer alla velocità di 100 kbit per secondo.
- Memorie di massa: 2 ZX Microdrive da 100 KiB ciascuno circa[8], slot cartucce ROM
- Porta di espansione con protocollo proprietario per moduli aggiuntivi.
- Connettore di tipo BNC per il collegamento a un televisore con un cavo coassiale.
- Connettore di tipo DIN per il collegamento a un monitor a colori.
- Sistema operativo: QDOS (QL Disk Operative system) dotato di capacità multitasking preemptive, basato sul multithreading realizzato da Tony Tebby. La versione definitiva e perfettamente funzionante fu la 2.00FF (Finally Finished), ma mai distribuita.[senza fonte]
- Software in dotazione fornito su Microdrive e realizzato da Psion: Abacus (foglio elettronico), Archive (base di dati), Quill (videoscrittura), Easel (grafica commerciale). Venne prodotta anche una versione italiana del QL, con i software in italiano[7].

## Software

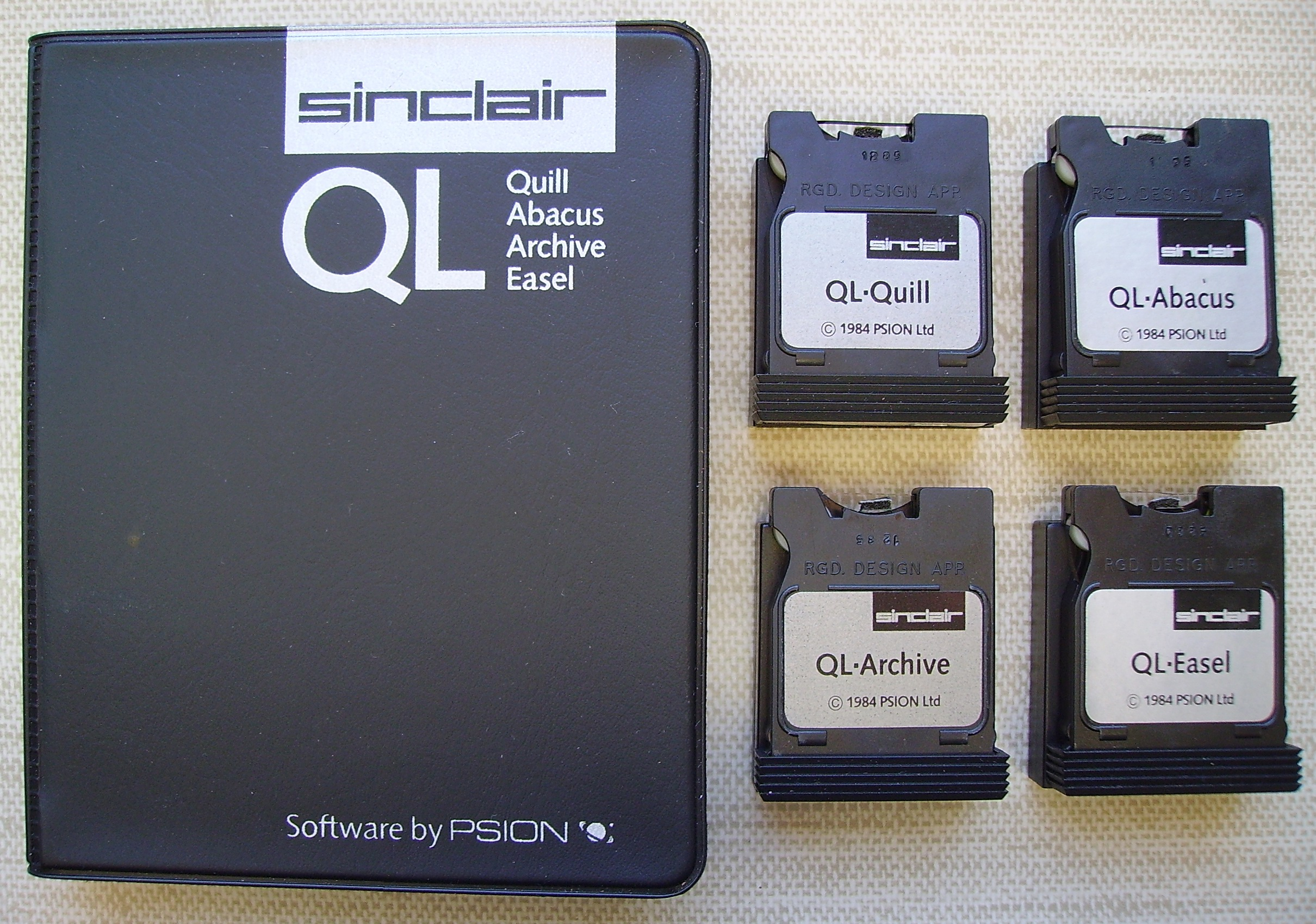
Custodia e cartucce (senza le coperture protettive) dei quattro programmi forniti con il QL

Con il QL venivano forniti quattro programmi applicativi da ufficio sviluppati dalla Psion per conto della Sinclair: Abacus (foglio elettronico), Archive (base di dati), Quill (videoscrittura) ed Easel (grafica commerciale). I quattro hanno struttura generale simile dell'interfaccia, con una cosiddetta area di controllo in alto che contiene una serie di comandi dipendenti dalla situazione e illustra il significato dei tasti funzione. Nonostante le capacità multitasking della macchina, possono girare soltanto uno alla volta, una scelta obbligata data la poca RAM effettivamente disponibile per i programmi (circa 90 kB). I file si possono trasferire da un programma all'altro, se registrati in un apposito formato di scambio. La resa video si può impostare a 40, 64 o 80 colonne di testo, pensate rispettivamente per l'uso con TV di bassa qualità, TV normale o monitor.
Secondo la rivista MCmicrocomputer i quattro programmi erano penalizzati dalla lentezza, soprattutto legata ai Microdrive; la situazione migliorava molto dotandosi di floppy disk, ma era una soluzione costosa. Per questo, oltre che per la relativamente poca affidabilità, la rivista sconsigliava il QL per l'uso professionale, pur ritenendolo un'ottima macchina per l'hobbista.
Nel 1985 uscirono le versioni 2.0 dei quattro programmi inclusi, sensibilmente più compatte ed efficienti: riducevano il tempo di caricamento, aumentavano la memoria disponibile per i dati, la velocità e il supporto delle varie periferiche.
Gli altri software commerciali furono inizialmente molti meno di quelli previsti. Le software house inglesi presero confidenza un po' in ritardo con la nuova macchina, ma i prodotti iniziarono ad aumentare nel 1985, anche grazie alla diminuzione del prezzo delle cartucce vergini per Microdrive, da 5 a 2 sterline.
Molti dei primi applicativi in circolazione erano implementazioni di linguaggi di programmazione, tra cui Pascal, Forth, Lisp, BCPL, APL e due diversi assembler, nonché un toolkit della Sinclair che dota il SuperBASIC preinstallato di facile supporto per il multitasking e di un editor di schermo.
Alcuni titoli notevoli furono QL Cash Trader (sistema di contabilità a finestre), QL Decision Maker (valutazione del rischio economico), QL Project Planner (project management con metodo PERT, analogo a MacProject) e QL Entrepreneur (simulatore di flusso di cassa).

### Videogiochi
Sebbene il QL fosse stato progettato come macchina da ufficio, senza l'obiettivo dei videogiochi, finì per avere una libreria di giochi commerciali non trascurabile. In particolare quando nel 1985 il prezzo del computer scese fortemente, aumentò la sua attrattiva non professionale e quindi la domanda di giochi.
È difficile fare un conteggio esatto, ma si stima che uscirono circa 100 videogiochi commerciali per QL.
Il QL dispone di due buone modalità video rispetto allo ZX Spectrum (il computer della Sinclair più votato al gioco), ma con lo svantaggio di una memoria video relativamente molto elevata (32 kB) da gestire; questo rende praticamente infattibile lo scorrimento rapido a tutto schermo, per cui la maggior parte dei giochi è a schermata statica.
Il primo titolo notevole fu QL Chess della Psion, gioco di scacchi uscito a dicembre 1984, che mostrava anche graficamente le potenzialità della macchina, con la sua visuale 3D animata. Fu ben riuscito anche il secondo titolo per QL della Psion, Match Point, conversione migliorata di un veloce gioco di tennis per Spectrum.
Le maggiori editrici britanniche non si interessarono al QL, per cui spesso produttori minori ne approfittarono per pubblicare le loro imitazioni di titoli famosi; tra i primi esempi EVA della Westway, clone di Jetpac, e Lands of Havoc della Microdeal, ispirato a Sabre Wulf. La maggior parte dei giochi, com'era prevedibile, furono cloni di arcade, di qualità generalmente buona, in particolare Spook, fedele versione di Pac-Man.
Un altro titolo notevole, in questo caso per la grafica 3D vettoriale, fu Wanderer dell'azienda francese Pyramide.
Il personaggio che più si avvicinò a essere una mascotte del QL fu "BJ", protagonista di tre videogiochi a piattaforme.
Secondo una selezione fatta dalla rivista Retro Gamer, i dieci più grandi giochi per QL sono Match Point, Karate (clone di Way of the Exploding Fist), Jungle Eddi (ispirato a Underwurlde), BJ in 3D Land, QL Quboids, Deathstrike (clone di Scramble), Speedfreaks (clone di Super Sprint), Pudge, Mortville Manor, QL Pawn. In un'altra occasione la rivista omaggia International Cricket.